# Pole ikony
Pole ikony – obramowanie środkowej, pogłębionej części ikony (tzw. kowczegu) od której oddzielone jest tzw. łuzgą, wyróżniające się odcieniem barwy. Czasem na polu umieszcza się dodatkowe miniaturowe malowidła lub tekst.
Początkowo pole ikony było stosunkowo wąskie, od wieku XVI poszerzało się. W wieku XVII pojawiły się ikony bez kowczegu w formie wgłębienia, a pole ikony nie było oddzielone łuzgą, a jedynie obwódką innej barwy. Zaczęło się poszerzać, a kowczeg zmniejszać. Od XIV w. pojawiać się zaczynały ikony bez pola.
Pole spełnia funkcję ramy, która sprawia, że ikona stanowi "okno" w świat duchowy. Pole jest granicą między tym co sakralne a ziemskie. Często części właściwego wizerunku (np: nimb, skraj odzienia, atrybut trzymany w rękach przez osobę przedstawioną) zachodzą na pole ikony, co również ma wymiar symboliczny, oznaczający przenikanie się świata duchowego i materialnego. Często na ikonach przedstawiających Bogurodzicę, Chrystusa czy Trójcę Świętą, na polu ikony przedstawieni są święci, którzy są pośrednikami w modlitwie i łącznikami pomiędzy wiernymi a Bogiem.
Od IX wieku w Bizancjum zaczęły pojawiać się ikony przedstawiające życiorysy świętych – w kowczegu przedstawiony był sam święty w przyjętym w ikonopisartstwie wyobrażeniu (z odpowiednimi atrybutami itp.), natomiast na polu ikony przedstawione były sceny z życia świętego). Ta forma kompozycji ikony przeniosła się później na Bałkany i do Rosji.
Pole ikony to również tradycyjne miejsce umieszczenia tekstu, często całkowicie wypełniające obramowanie. W ciągu wieków zmieniały się wzajemne związku obrazu i słowa pisanego, w czasach upadku ikonopisarstwa obraz odbierano nie jako ekwiwalent słowa (modlitwy, ewangelii itp.) a jedynie jako ilustrację do słowa pisanego (które było umieszczone na obramowaniu)
Od wieku XVI istniała też tendencja traktowania pola jako ramy dekoracyjnej, co owocowało zapełnianiem go ornamentami, drogimi kamieniami, pozłacania itp.